# Adam Keefe
Adam Thomas Keefe (Irvine, California, 22 de febrero de 1970) es un exjugador de baloncesto estadounidense que disputó nueve temporadas en la NBA y otras dos en la Liga ACB. Con 2,06 metros de altura, jugaba en la posición de ala-pívot.

## Trayectoria deportiva

### Universidad
Keefe asistió a la Universidad Stanford, donde consiguió un título de grado en ciencias políticas mientras era miembro del equipo de baloncesto y vóleibol. Finalizó como el quinto máximo anotador y cuarto reboteador de la Pac-10. Lideró la conferencia en rebotes durante tres temporadas, formó parte del segundo equipo All-American en dos temporadas y como sénior promedió 25,3 puntos y 12,2 rebotes por partido con los Cardinal.

### Profesional

#### NBA
En el Draft de 1992 los Atlanta Hawks lo eligieron en la décima posición. 
Dos años después en la temporada 1994-95 jugaría para los Utah Jazz. 
Tras seis años en Utah, finalizaría su carrera en la temporada 2000-01 con los Golden State Warriors.

#### España
Aceptó entonces el ir a jugar a la Liga ACB española, en concreto al Casademont Girona, siendo fichado al año siguiente por el Addeco Estudiantes donde realizó una gran temporada, tras la cual se retiró definitivamente del baloncesto.